# Basses vallées angevines, aval de la rivière Mayenne et prairies de la Baumette
Basses vallées angevines, aval de la rivière Mayenne et prairies de la Baumette este o arie protejată (sit de importanță comunitară — SCI) din Franța întinsă pe o suprafață de 9.210 ha, integral pe uscat.

## Localizare
Centrul sitului Basses vallées angevines, aval de la rivière Mayenne et prairies de la Baumette este situat la coordonatele 47°33′29″N 0°32′05″W / 47.55806°N 0.53472°V.

## Înființare
Situl Basses vallées angevines, aval de la rivière Mayenne et prairies de la Baumette a fost declarat arie specială de conservare în baza directivei 92/43 din 1992 referitoare la conservarea habitatelor naturale și a faunei și florei sălbatice pentru a proteja 18 specii de animale.

## Biodiversitate
Situată în ecoregiunea atlantică, aria protejată conține 6 habitate naturale: Păduri aluvionare cu Alnus glutinosa și Fraxinus excelsior (Alno-Padion, Alnion incanae, Salicion albae), Ape puternic oligomezotrofe cu vegetație bentonică cu Chara spp., Roci stâncoase cu vegetație pionieră de Sedo-Scleranthion sau Sedo albi-Veronicion dillenii, Lacuri eutrofice naturale cu vegetație de tip Magnopotamion sau Hydrocharition, Liziere de ierburi înalte hidrofile de câmpie și de nivel montan până la alpin, Fânețe de joasă altitudine (Alopecurus pratensis, Sanguisorba officinalis).
La baza desemnării sitului se află mai multe specii protejate:
- amfibieni (1): triton cu creastă (Triturus cristatus)
- mamifere (7): liliac cârn (Barbastella barbastellus), castor (Castor fiber), liliac cu urechi mari (Myotis bechsteinii), liliac cărămiziu (Myotis emarginatus), liliac comun (Myotis myotis), liliacul mare cu potcoavă (Rhinolophus ferrumequinum), liliacul mic cu potcoavă (Rhinolophus hipposideros)
- nevertebrate (6): croitorul mare al stejarului (Cerambyx cerdo), Coenagrion mercuriale, rădașcă (Lucanus cervus), Ophiogomphus cecilia, Oxygastra curtisii, Rosalia alpina
- pești (4): Alosa alosa, Alosa fallax, Petromyzon marinus, boarță (Rhodeus amarus)

Pe lângă speciile protejate, pe teritoriul sitului au mai fost identificate 8 specii de plante, 1 specie de păsări, 4 specii de amfibieni, 8 specii de mamifere, 2 specii de reptile.